# Tottori
Tottori (鳥取市, Tottori-shi) est une ville, capitale de la préfecture de Tottori, dans la région du Chūgoku, au Japon.

## Géographie

### Démographie
En 2010, la population de la ville de Tottori était estimée à 197 657 habitants répartis sur une superficie de 765,66 km2 (densité de population de 258 hab./km2).

## Histoire
Tottori a été fondée le 1er octobre 1889. En novembre 2004, la ville s'est étendue en englobant un certain nombre de zones limitrophes.
Le 17 avril 1952, un incendie a ravagé une grande partie de la ville.

## Transport
La gare de Tottori est la principale gare de Tottori. La ville est desservie par deux lignes classiques exploitées par JR West : la ligne Sanin et la ligne Inbi. Tottori est reliée à Ōsaka, en 2 h 30 min grâce au Super Hakuto.
À l'époque d'Edo (1603-1868), la ville était le point d'arrivée de l'Inaba Kaidō, une route qui débutait à Himeji, dans la province de Harima.

## Culture locale et patrimoine

### Patrimoine architectural
La rue principale de Tottori, Wakasa, se trouve au nord de la gare et se termine au pied du mont Kyūshō. Autour de cette montagne se trouvent les parties les plus anciennes de la ville.
En son centre, intégrées désormais au parc Kyusho, se trouvent les ruines du château de Tottori. Ce lieu est célèbre au Japon pour avoir été l'objet d'un terrible siège de quelque deux cents jours par l'armée de Toyotomi Hideyoshi, ayant conduit à la famine des occupants et au suicide du seigneur du lieu, Kikkawa Tsuneie, en 1581.
À proximité se trouvent des temples, des musées et des parcs publics.

### Patrimoine naturel
La ville de Tottori est réputée pour ses dunes qui sont une attraction touristique. Les dunes de Tottori sont aussi un centre de recherche sur l'agriculture en milieu aride. Elles ont été un des principaux environnements artistiques du photographe japonais Shōji Ueda.

### Événements
Tottori organise, chaque année au mois d'août, à l'occasion d'O bon, le festival Shan-shan, au cours duquel sont présentées des danses réalisées avec de grands parapluies garnis de cloches.

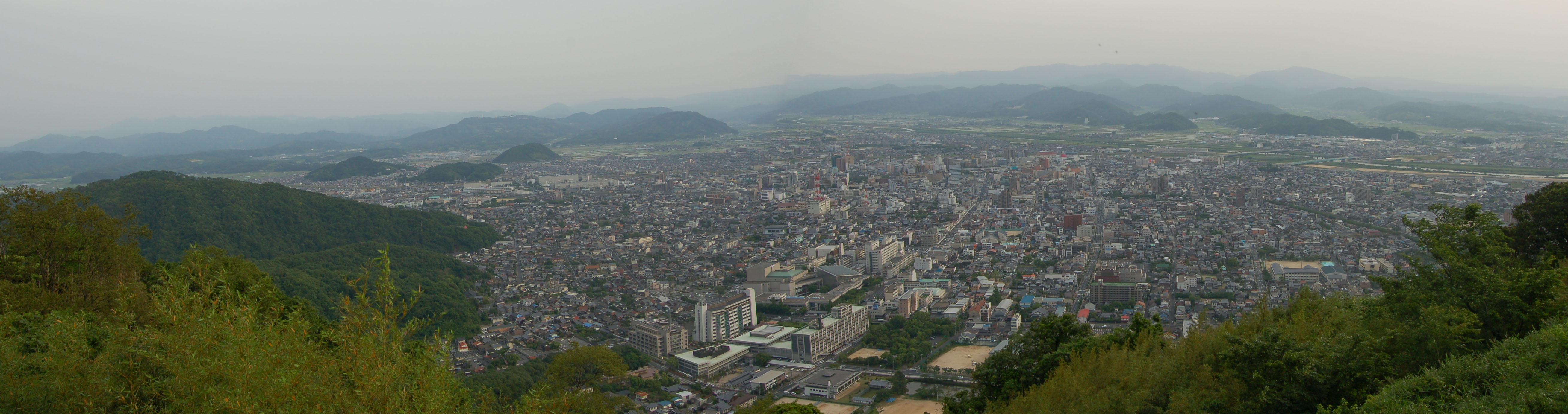
Panorama de la ville.

### Arts et littérature
Tottori et ses dunes sont un des motifs du célèbre roman policier Les Dunes de Tottori (1982, publié en français en 1992) de l'écrivain japonais Kyōtarō Nishimura.
Le manga Le Journal de mon père, de Jirō Taniguchi, s'y déroule.

### Personnalités liées à la ville
- Jirō Taniguchi (1947-2017) y est né et y a grandi.